# Browar Królewski w Krakowie

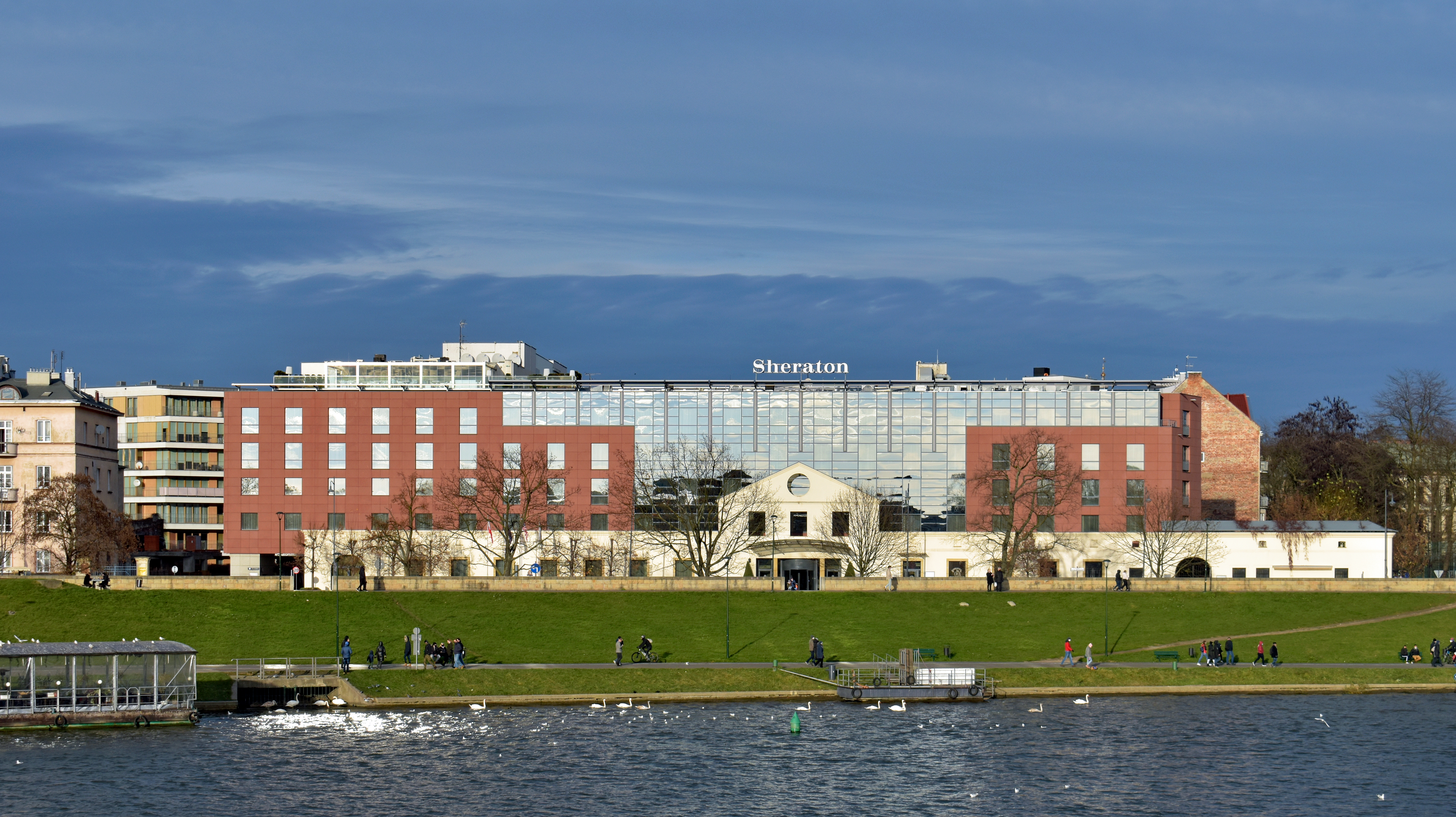
Hotel Sheraton na zdjęciu z 2020 roku (ul. Powiśle 7)

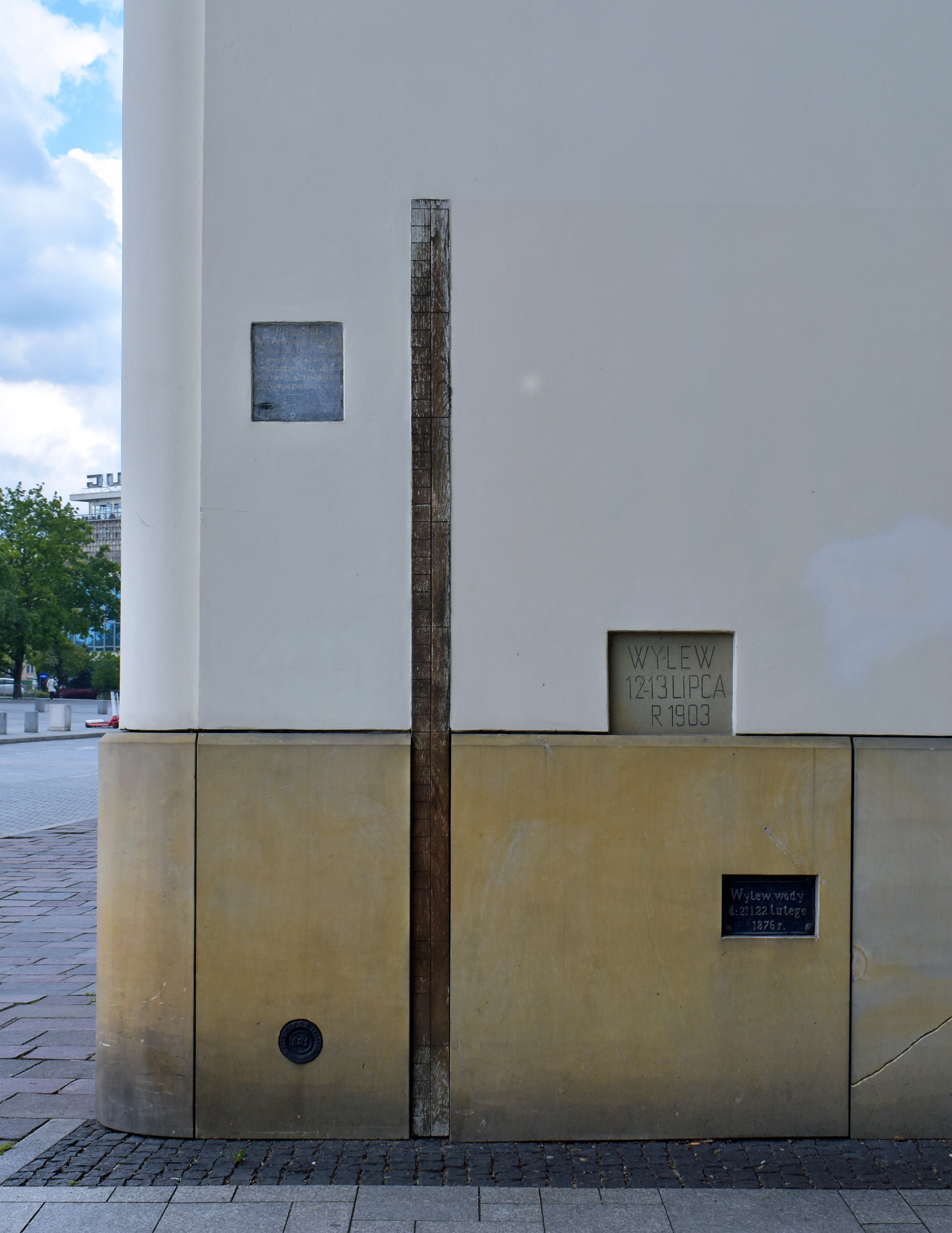
Wodowskaz

Browar Królewski – budynek wzniesiony na przełomie XVII i XVIII wieku (około 1770 roku) przy ul. Powiśle 5–7, u podnóża Wawelu. Był to rozległy, parterowy budynek z piętrem na osi elewacji, nakrytym trójkątnym frontonem, o skromnej klasycyzującej architekturze. Budowla została wyburzona w 2002 roku, a na jej miejscu powstał hotel Sheraton.

## Historia
W XIX wieku w posiadanie budynku wszedł Privilegierte Österreichische Nationalbank/Österreichisch-Ungarische Bank, a w latach 60. XIX wieku zajęty został na koszary (potoczna nazwa „koszary na Groblach”) kawalerii i taborów (niem. Weisel Kaserne), w końcowym okresie zaboru austriackiego koszary tzw. C.K. flotylli wiślanej. Na dziedzińcu, który stanowił połączenie z koszarami przy ul. Zwierzynieckiej 26 działała szkoła kucia koni. Po odzyskaniu niepodległości budynek przejęło Wojsko Polskie i był zajmowany przez V Dowództwo Okręgu Korpusu.
W roku 1927 przeniesiono tu z dawnego maneżu przy ul. Lubicz cerkiew garnizonową Wojska Polskiego. W „Wielkiej Sali” ustawiono XIX-wieczny ikonostas ze zlikwidowanej cerkwi w Miechowie, uzupełniając go obrazami pochodzącymi ze starych zbiorów, jak też i nowymi. Parafia stanowiła dekanat diecezji warszawsko-chełmskiej Kościoła prawosławnego w Polsce. Podczas okupacji hitlerowskiej cerkiew została eksmitowana, a budynek wraz z okolicznymi zajęły oddziały piechoty SS i Luftwaffe.
Po II wojnie światowej do 1993 roku w browarze znajdowało się Wojskowe Biuro Projektów Budowlanych. Następnie był podnajmowany przez małe podmioty gospodarcze, a brak remontu powodował jego powolne niszczenie. 3 marca 1998 roku wojewódzki konserwator zabytków w Krakowie wpisał budynek do rejestru zabytków Krakowa pod numerem A-1079. W roku 2002, w atmosferze skandalu budynek, będący wówczas zabytkiem, pośpiesznie wyburzono i natychmiast przystąpiono do budowy hotelu, nie przeprowadziwszy nawet archeologicznych badań sondażowych terenów przynależących do pierwszej fazy osadniczej wczesnośredniowiecznego Krakowa (ze stanowiska małopolskiego konserwatora zabytków zrezygnował wtedy Andrzej Gaczoł). Jedynym zachowanym fragmentem jest narożnik budynku (na rogu placu Na Groblach i ul. Powiśle), w który wmurowano drewniany wodowskaz oraz trzy tablice dotyczące powodzi w Krakowie (z lat 1813, 1876 i 1903).
Fasada zaprojektowana przez Andrzeja Kadłuczkę i Serach International i UNA Architecture z Belgii, wzniesionego na miejscu gmachu hotelu Sheraton w sposób ogólny nawiązuje do fasady dawnego browaru. Obok dawnego budynku Operetki krakowskiej (wcześniej wspomniany wyżej austro-węgierski maneż, obecnie na jego miejscu budynek Opery Krakowskiej) i dawnych (liczących sobie ponad 125 lat) budynków Krakowskich Zakładów Mięsnych (obecnie Galeria Kazimierz), hotel jest kolejnym przykładem zastępowania w Krakowie oryginalnych budynków ich zarysem, bądź fragmentem kopii (w ostatnim przypadku).